# Farzaneh Fasihi
Farzāneh Fasihi (in persiano فرزانه فصیحی‎; Isfahan, 3 gennaio 1993) è una velocista iraniana.

## Record nazionali
- 60 m piani indoor: 7"20 ( Teheran, 18 febbraio 2024)
- Staffetta 4x400 m: 46"14 ( Teheran, 31 agosto 2022)

## Progressione

### 100 metri piani
| Stagione | Misura | Luogo       | Data       | Rank. Mond. |
| -------- | ------ | ----------- | ---------- | ----------- |
| 2024     | 11"42  | Budapest    | 26-5-2024  |             |
| 2023     | 11"39  | Bangkok     | 14-7-2023  |             |
| 2022     | 11"44  | Bursa       | 25-6-2022  |             |
| 2021     | 11"61  | Bursa       | 4-6-2021   |             |
| 2020     | 11"68  | Teheran     | 7-9-2020   |             |
| 2018     | 12"27  | Istanbul    | 10-6-2018  |             |
| 2017     | 11"97  | Taipei      | 30-4-2017  |             |
| 2016     | 12"06  | Erzurum     | 11-6-2016  |             |
| 2015     | 11"94  | Chanthaburi | 29-6-2015  |             |
| 2013     | 12"03  | Teheran     | 23-5-2013  |             |
| 2012     | 11"99  | Teheran     | 21-10-2012 |             |

## Palmarès
| Anno | Manifestazione             | Sede     | Evento      | Risultato | Prestazione | Note |
| ---- | -------------------------- | -------- | ----------- | --------- | ----------- | ---- |
| 2016 | Campionati asiatici indoor | Doha     | 60 m piani  | 5ª        | 7"45        |      |
| 2016 | Campionati asiatici indoor | Doha     | 4x400 m     | Argento   | 4'06"51     |      |
| 2018 | Campionati asiatici indoor | Teheran  | 60 m piani  | Argento   | 7"44        |      |
| 2021 | Giochi olimpici            | Tokyo    | 100 m piani | Batteria  | 11"79       |      |
| 2022 | Mondiali indoor            | Belgrado | 60 m piani  | Batteria  | 7"39        |      |
| 2023 | Campionati asiatici indoor | Astana   | 60 m piani  | Oro       | 7"28        |      |
| 2023 | Campionati asiatici        | Bangkok  | 100 m piani | Argento   | 11"39       |      |
| 2023 | Mondiali                   | Budapest | 100 m piani | Batteria  | 11"63       |      |
| 2023 | Giochi asiatici            | Hangzhou | 100 m piani | Batteria  | 11"70       |      |
| 2024 | Campionati asiatici indoor | Teheran  | 60 m piani  | Oro       | 7"20        | =    |
| 2024 | Giochi olimpici            | Parigi   | 100 m piani | Batteria  | 11"51       |      |

## Campionati nazionali
- 3 volta campionessa nazionale iraniana dei 100 metri piani (2018, 2021, 2022)

2018
- Oro ai campionati iraniani (Mashhad), 100 metri piani - 11"78

2021
- Oro ai campionati iraniani (Arak), 100 metri piani - 11"74

2022
- Oro ai campionati iraniani (Mashhad), 100 metri piani - 11"1

## Altre competizioni internazionali
2012
- Argento ai Campionati dell'Asia occidentale ( Dubai), 100 m piani - 12"06

2017
- eliminata in semifinale ai Giochi della solidarietà islamica ( Baku), 100 m piani - 12"12

2022
- Argento ai Giochi della solidarietà islamica ( Konya), 100 m piani - 11"12
- 5ª ai Giochi della solidarietà islamica ( Konya), staffetta 4x400 m - 4'32"48

2024
- 8ª al Doha Diamond League ( Doha), 100 m piani - 11"71